# Campo municipal de As Eiroas
El campo municipal de As Eiroas es un recinto deportivo de la localidad española de Carballo, en la provincia de La Coruña, en Galicia. Se encuentra en el polígono industrial de Bértoa. En él juega sus partidos como local el Bergantiños Fútbol Club.

## Historia
Fue inaugurado el 7 de septiembre de 2001 con un partido entre el Bergantiños FC y el Deportivo B. La tribuna principal tiene capacidad para 294 espectadores. En 2008 se renovó el césped artificial.  En 2020 se construyó una nueva grada en uno de sus fondos, con capacidad para unos 300 espectadores. 
En 2009 se inauguró un campo anexo, de 99 x 51 metros. En las instalaciones se entrenan los jugadores de las Escuelas Luis Calvo Sanz, encargadas de la base del fútbol de Carballo.